# گرونو ایم آلمتال
گرونو ایم آلمتال (به آلمانی: Grünau im Almtal) یک منطقهٔ مسکونی در اتریش است که در ناحیه گموندن واقع شده‌است. گرونو ایم آلمتال ۲۳۰ کیلومتر مربع مساحت دارد ۵۲۸ متر بالاتر از سطح دریا واقع شده‌است.